# Kōbu Tetsudō
| \| \| \| Ochanomizu \| \| \| \| Suidōbashi \| \| \| \| Iidamachi \| \| \| \| Ushigome \| \| \| \| Ichigaya \| \| \| \| Yotsuya \| \| \| \| Shinanomachi \| \| \| \| Sendagaya \| \| \| \| Nippon Tetsudō \| \| \| \| Yoyogi \| \| \| \| Shinjuku \| \| \| \| Nippon Tetsudō \| \| \| \| Ōkubo \| \| \| \| Kashiwagi \| \| \| \| Nakano \| \| \| \| Ogikubo \| \| \| \| Kichijōji \| \| \| \| Sakai \| \| \| \| Kokubunji \| \| \| \| Kawagoe Tetsudō \| \| \| \| Tachikawa \| \| \| \| Ōme Tetsudō \| \| \| \| Hino \| \| \| \| Toyoda \| \| \| \| Hachiōji \| \| \| \| staatl. Eisenbahn \| |  |                   |                   |
| Kopfbahnhof Streckenanfang |  | Ochanomizu        | Ochanomizu        |
| Bahnhof |  | Suidōbashi        | Suidōbashi        |
| Bahnhof |  | Iidamachi         | Iidamachi         |
| Bahnhof |  | Ushigome          | Ushigome          |
| Bahnhof |  | Ichigaya          | Ichigaya          |
| Bahnhof |  | Yotsuya           | Yotsuya           |
| Bahnhof |  | Shinanomachi      | Shinanomachi      |
| Bahnhof |  | Sendagaya         | Sendagaya         |
| Abzweig geradeaus und von links |  | Nippon Tetsudō    | Nippon Tetsudō    |
| Bahnhof |  | Yoyogi            | Yoyogi            |
| Bahnhof |  | Shinjuku          | Shinjuku          |
| Abzweig geradeaus und nach rechts |  | Nippon Tetsudō    | Nippon Tetsudō    |
| Bahnhof |  | Ōkubo             | Ōkubo             |
| Bahnhof |  | Kashiwagi         | Kashiwagi         |
| Bahnhof |  | Nakano            | Nakano            |
| Bahnhof |  | Ogikubo           | Ogikubo           |
| Bahnhof |  | Kichijōji         | Kichijōji         |
| Bahnhof |  | Sakai             | Sakai             |
| Bahnhof |  | Kokubunji         | Kokubunji         |
| Abzweig geradeaus und nach rechts |  | Kawagoe Tetsudō   | Kawagoe Tetsudō   |
| Bahnhof |  | Tachikawa         | Tachikawa         |
| Abzweig geradeaus und nach rechts |  | Ōme Tetsudō       | Ōme Tetsudō       |
| Bahnhof |  | Hino              | Hino              |
| Bahnhof |  | Toyoda            | Toyoda            |
| Bahnhof |  | Hachiōji          | Hachiōji          |
| Strecke |  | staatl. Eisenbahn | staatl. Eisenbahn |

Die Kōbu Tetsudō (jap. 甲武鉄道) war eine private japanische Bahngesellschaft. Nach ihrer Gründung im Jahr 1888 baute und betrieb sie in der Präfektur Tokio einen Teil der heutigen Chūō-Hauptlinie zwischen Ochanomizu und Hachiōji. Als erste japanische Bahngesellschaft elektrifizierte sie 1904 eine bestehende Bahnstrecke (den Abschnitt Iidamachi–Nakano). Zwei Jahre später wurde sie verstaatlicht.

## Geschichte
1883 ersuchte eine Gruppe von Geschäftsleuten ohne Erfolg um eine Konzession für den Bau einer Pferdebahn von Shinjuku entlang dem Tamagawa-Aquädukt nach Hamura. Bei einem zweiten Versuch im Jahr 1886 sollte die Strecke nunmehr zwischen Shinjuku und Hachiōji der historischen Hauptstraße Kōshū Kaidō folgen, was aber auf den Widerstand von betroffenen Anwohnern stieß. Aus diesem Grund änderten die Verantwortlichen die Streckenführung zwischen Shinjuku und Tachikawa zu einer schnurgeraden Linie von mehr als 27 km Länge, die damals abseits der bestehenden Siedlungen durch Felder und Wälder auf dem Musashino-Plateau führte. Die Konzession wurde auf den Betrieb einer konventionellen Eisenbahn geändert und der einflussreiche Politiker Ōkuma Shigenobu sicherte seine Unterstützung zu. Unmittelbar nach der Erteilung der Baugenehmigung erfolgte am 31. März 1888 in Tokio die formelle Gründung der Kōbu Tetsudō.
Am 11. April 1889 eröffnete die Kōbu Tetsudō das erste Teilstück der „Stadtlinie“ (市街線, Shigai-sen) zwischen dem Bahnhof Shinjuku am damaligen westlichen Stadtrand von Tokio und dem Bahnhof Tachikawa. Genau vier Monate später, am 11. August, reichte die Strecke über Tachikawa hinaus zum Bahnhof Hachiōji. Das Unternehmen strebte danach, seine Strecke weiter ins Stadtzentrum von Tokio zu verlängern und erhielt 1893 eine entsprechende Konzession. Der Abschnitt Shinjuku–Ushigome (heute Iidabashi) ging am 9. Oktober 1894 in Betrieb, gefolgt vom Abschnitt Ushigome–Iidamachi am 3. April 1895.
Die Kōbu Tetsudō nahm eine Vorreiterrolle ein, als sie am 21. August 1904 zwischen Iidamachi und Nakano die erste Elektrifizierung einer bestehenden Bahnstrecke in ganz Japan durchführte. Die über dem 10,9 km langen Teilstück gespannte Oberleitung lieferte 600 V Gleichspannung. Zur Anwendung gelangten aus den USA importierte zweiachsige Triebwagen mit elektrischen Komponenten von General Electric und Fahrgestellen der J. G. Brill Company. Sie waren 10 m lang und konnten in Doppeltraktion zusammengekuppelt werden. Mit der Inbetriebnahme des ebenfalls elektrifizierten Teilstücks Iidamachi–Ochanomizu am 31. Dezember 1904 erreichte die Bahnstrecke ihre maximale Länge von 44,7 km.
In Shinjuku konnte auf die Ringstrecke der Nippon Tetsudō (spätere Yamanote-Linie) umgestiegen werden, in Hachiōji stellte die Kōbu Tetsudō ab 1. August 1901 einen Anschluss an den ersten von der staatlichen Eisenbahn erbauten Abschnitt der Chūō-Hauptlinie her. Als Folge des im März 1906 vom japanischen Reichstag beschlossenen Verstaatlichungsgesetzes ging die Bahngesellschaft am 1. Oktober 1906 in den Besitz des Staates über. Im Kaufpreis von 14,6 Millionen Yen waren auch 13 Triebfahrzeuge, 62 Personenwagen und 266 Güterwagen enthalten. Die Shigai-sen bildete fortan ebenfalls einen Teil der Chūō-Hauptlinie.